# بومارتزو
بومارتزو (به ایتالیایی: Bomarzo) یک کومونه در ایتالیا است که در استان ویتربو واقع شده‌است.

## خصوصیات
بومارتزو ۳۹٫۸۹ کیلومترمربع مساحت و ۱٬۷۹۱ نفر جمعیت دارد و ۲۶۳ متر بالاتر از سطح دریا واقع شده‌است.

## نگارخانه

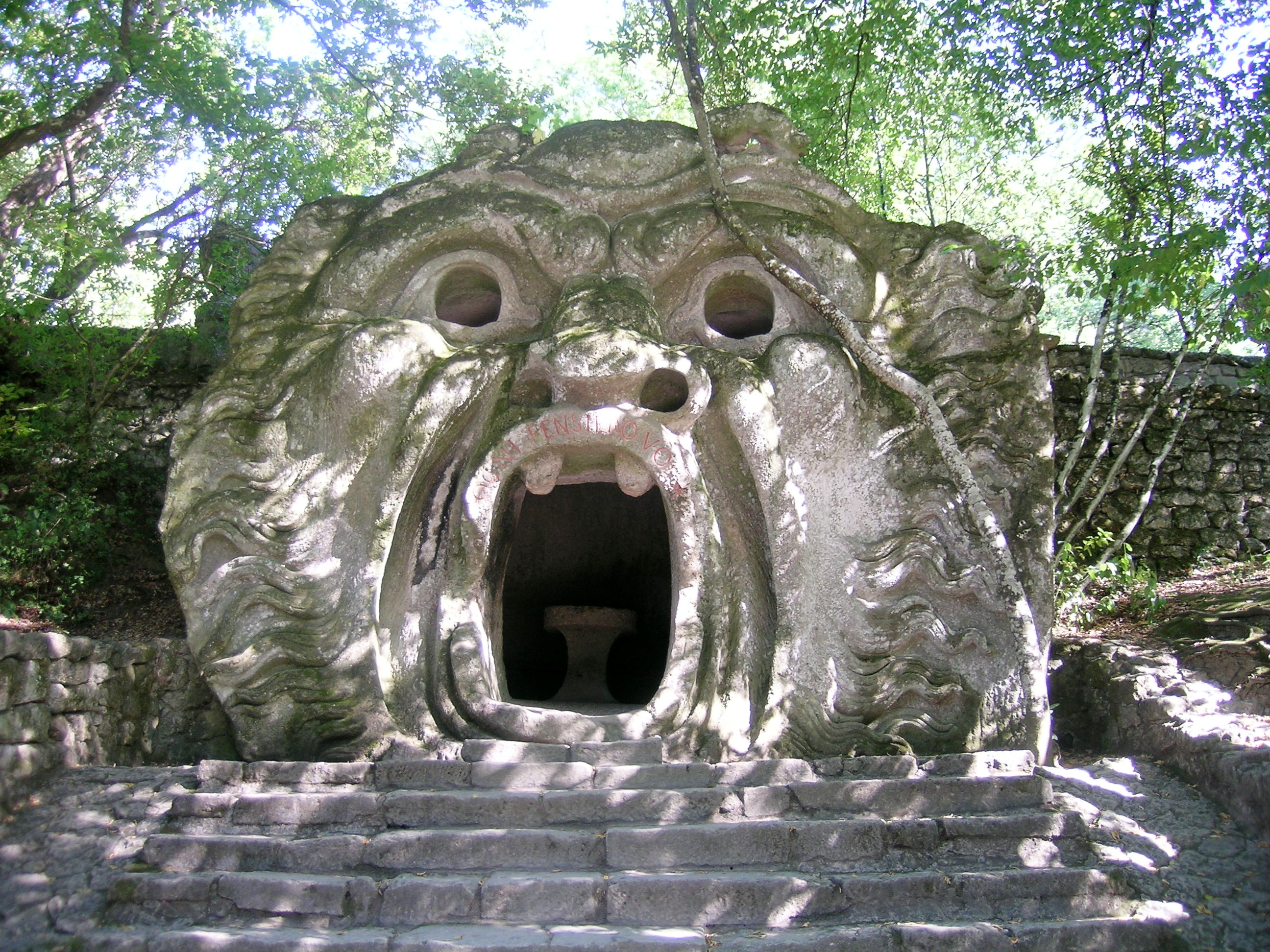
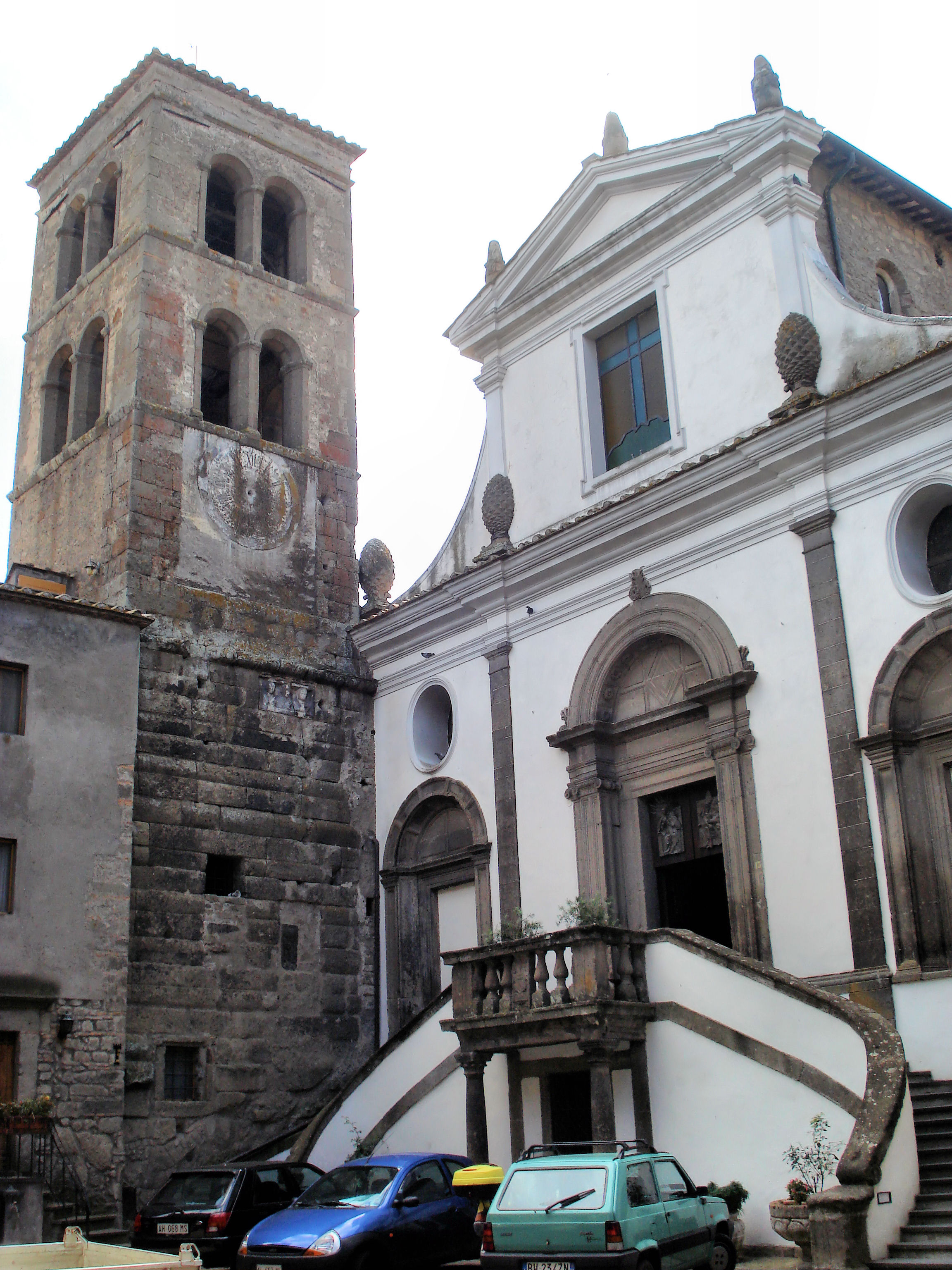
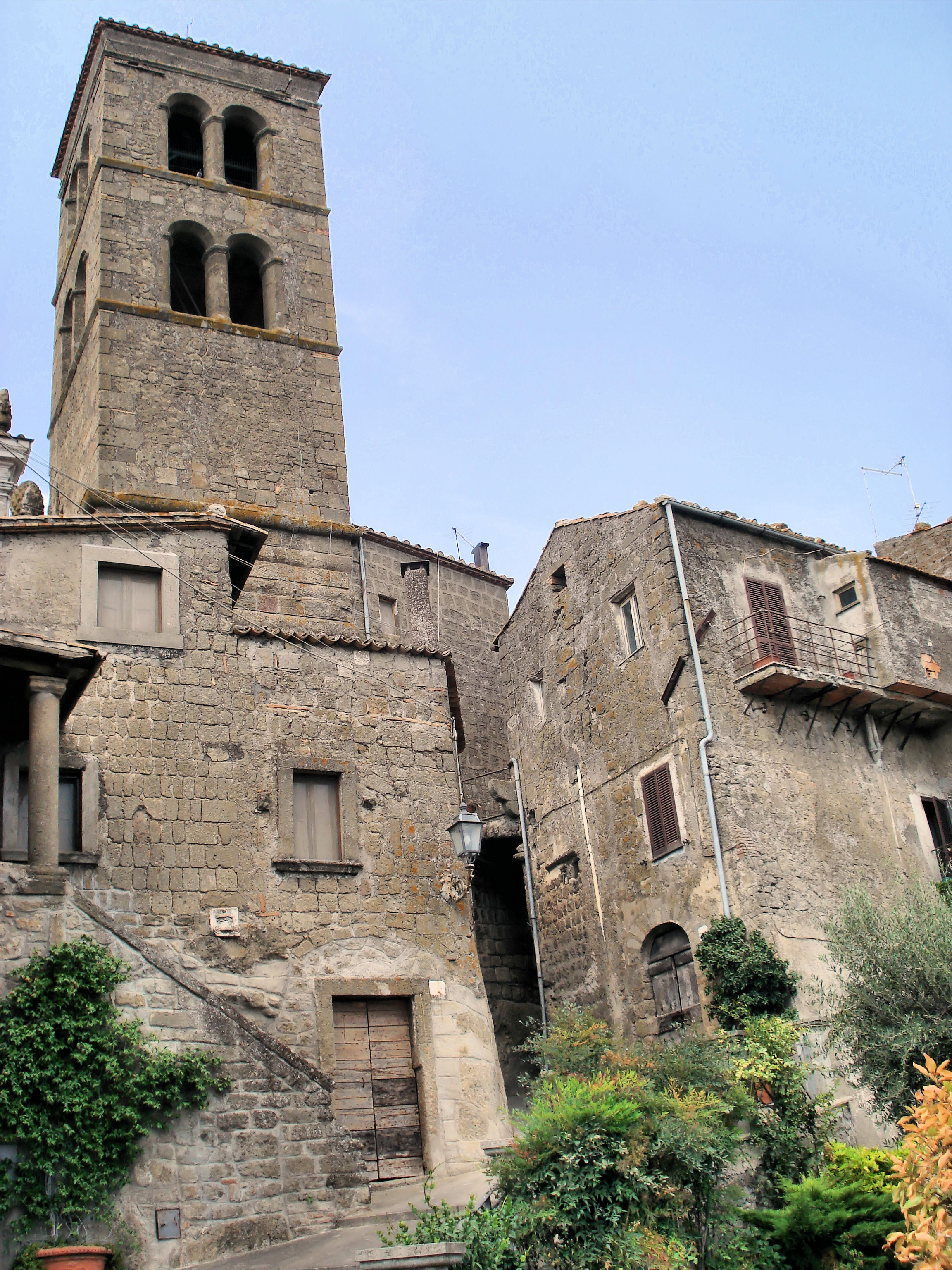
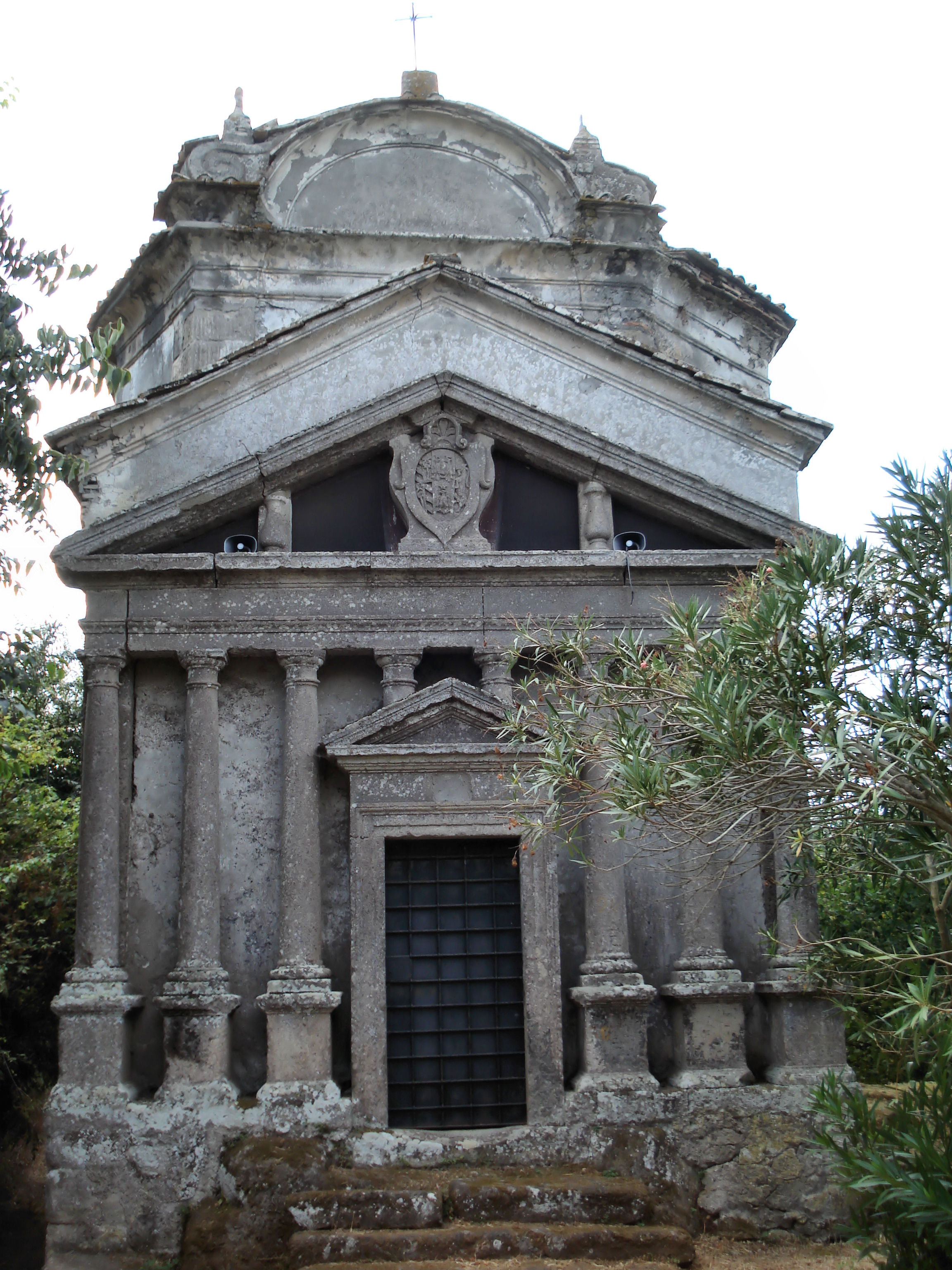
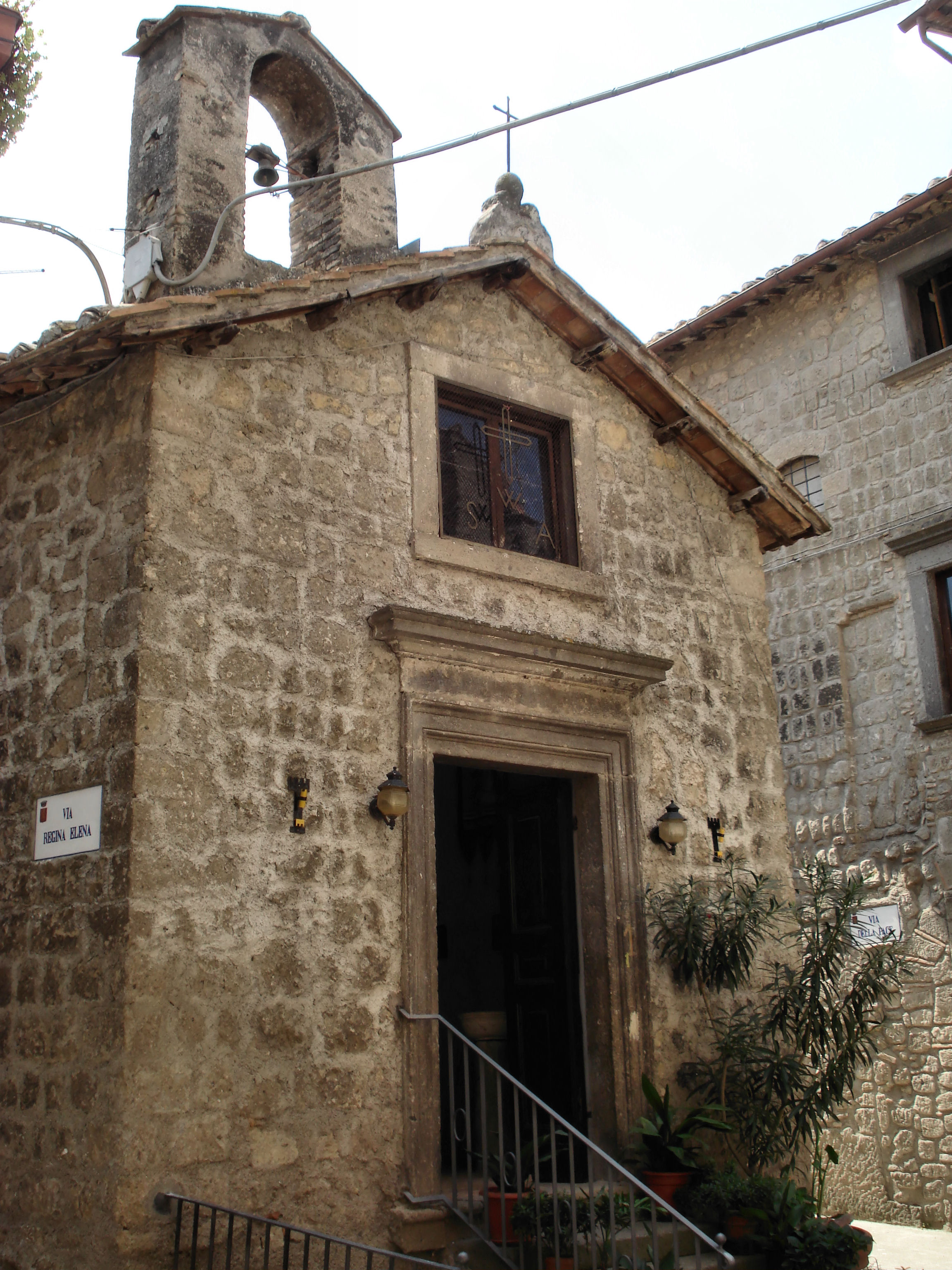